# Tiroloscia squamuligera
Tiroloscia squamuligera là một loài chân đều trong họ Philosciidae. Loài này được Verhoeff miêu tả khoa học năm 1928.